# Diakonie Ruhr
Die Diakonie Ruhr gemeinnützige GmbH ist ein evangelisches Unternehmen im Bereich der Wohlfahrtspflege mit Sitz in Bochum. Ihre Dienste und Einrichtungen erstrecken sich zudem über Witten, Dortmund, Lünen und Herne.

## Tätigkeitsfelder
Zur Diakonie Ruhr gehören die Bereiche Altenhilfe, Behindertenhilfe, Suchtkrankenhilfe, Wohnungslosenhilfe, Kinder- und Jugendhilfe sowie Flüchtlingsberatung. Neben Beratungsangeboten und drei Schulen für sozialpflegerische Berufe finden sich zehn Altenpflegeheime, ein ambulanter Pflegedienst sowie Pflegewohngemeinschaften. Für Menschen mit Behinderungen unterhält der Träger mehrere Wohnheime und Werkstätten. Auch Menschen mit psychischen Erkrankungen finden bei der Diakonie Ruhr Unterstützung.
Die Diakonie Ruhr stellt jedes Jahr zum 1. April und zum 1. Oktober neue Auszubildende ein, welche z. B. innerhalb einer dreijährigen Ausbildung den Beruf einer Fachkraft im Bereich der Altenpflege erlernen.
Sie ist Mitglied im Spitzenverband Diakonie Rheinland-Westfalen-Lippe und Arbeitgeber für 3000 Menschen. Seit dem Jahr 2018 leitet Jens Koch als Geschäftsführer die Diakonie Ruhr.
Gemeinsam mit der Evangelischen Krankenhausgemeinschaft Herne Castrop-Rauxel gründete die Diakonie Ruhr 2011 die Holding Evangelischer Verbund Ruhr gGmbH. Mit insgesamt über 5000 Mitarbeitern wurde dies der größte evangelische Arbeitgeber der Region. Wesentliches Ziel war eine Verzahnung der stationären Altersmedizin mit den ambulanten, teilstationären und stationären Angeboten der Altenpflege.
In den Jahren 2013 und 2014  erbaute die Diakonie Ruhr in Bochum zwei neue barrierefreie Wohnkomplexe mit insgesamt 74 Wohneinheiten, die Diakonie Ruhr investierte rund 10 Millionen Euro in den Bau. Im Jahr 2020 wurden in Zusammenarbeit mit Evangelischen Kirchengemeinde Harpen weitere barrierefreie Wohnungen für betreutes Wohnen fertiggestellt. diese wurden 2020 fertiggestellt. Auf dem Campusgelände an der Pferdebachstraße in Witten wurde eine weitere barrierefreie Service-Wohnanlage fertiggestellt.

## Geschichte
Im Jahr 1927 wurde der Ortsverband für Innere Mission von der Bochumer evangelischen Kirchengemeinde gegründet. Am Anfang gab es ein Zufluchtsheim für Frauen, Mädchen und Kinder sowie ein Hilfswerk für Erwerbslose und die Mitternachts-, Kellner-, Zirkus- und Bahnhofsmission. Außerdem gab es eine Gemeindeschwesternstation, eine Handarbeitsschule, Kindergärten, Kinderheime und die Herberge zur Heimat. Nach dem Zweiten Weltkrieg wurden Einrichtungen für Alten- und Behindertenhilfe errichtet sowie ein Netz aus Beratungsstellen aufgebaut. Im Jahr 1928 arbeiteten sieben Mitarbeiter beim Ortsverband.